# Glauber Rocha
Glauber de Andrade Rocha (Vitória da Conquista, 14 marzo 1939 – Rio de Janeiro, 22 agosto 1981) è stato un regista, sceneggiatore e produttore cinematografico brasiliano. Fu uno dei registi più influenti della storia del cinema in Brasile e una figura chiave del  Cinema Novo coi suoi film Il dio nero e il diavolo biondo e Terra in trance.
La sua opera filmica fu connessa con i miti e le tradizioni del popolo brasiliano e fonde verità, immaginazione e militanza politica. Il suo punto di vista manifesta palesemente la sua posizione contro le mistificazioni e le mercificazioni del sistema imperialista occidentale, di cui Hollywood rappresentava il grado massimo nella sfera della "dittatura dell'immaginario".

## Biografia
Rocha approdò al cinema dopo aver studiato legge a Bahia e aver lavorato come giornalista e critico cinematografico. Realizzò alcuni cortometraggi e nel 1962 portò a termine il suo primo lungometraggio, Barravento.
Nel 1964 diresse Il dio nero e il diavolo biondo (Deus e o diabo na terra do sol), ambientato nel nord-est del Brasile: nel film egli segue il tracciato della siccità attraverso una coppia di contadini alla ricerca della liberazione. Nel film appare per la prima volta un personaggio epico e popolare, Antonio das Mortes, che sarà protagonista nel 1968 dell'omonimo lungometraggio diretto da Rocha, vincitore del Prix de la mise en scène al festival di Cannes. 
Nel 1967 uscì Terra in trance (Terra em transe), film che definisce artisticamente la mutata coscienza politica del regista. L'attività cinematografica di Rocha proseguì in patria fino al 1969, quando egli fu costretto ad abbandonare il Brasile per la severa censura governativa.
Nel 1970 girò in Congo Il leone a sette teste (Der leone have sept cabeças); negli anni settanta operò in Africa e in Europa, collaborando, tra gli altri, con Carmelo Bene. Nel 1975 diresse História do Brasil, film didascalico sulla storia del Brasile dalla colonizzazione spagnola e portoghese fino agli anni settanta.
Rocha morì nell'ospedale di Rio de Janeiro il 22 agosto 1981, a soli 42 anni, a seguito di un'infezione polmonare contratta mentre si trovava a Lisbona.

## Accoglienza e critica
Negli anni Settanta gli ultimi film di Glauber Rocha furono oggetto di una stigmatizzazione lanciata in un volume sull'arte e l'industria del cinema  influenzato dal movimento della Nouvelle Vague, volume introdotto, tra l'altro, da una lunga intervista a François Truffaut. «(...) oggi il cinema politico del cosiddetto Terzo Mondo è "confezionato" apposta per avere successo commerciale nei mercati internazionali, anzi, ad essere più precisi, nei mercati europei. Si trovano penosi esempi di cinema fatto "per l'estero" (...) negli equilibrismi degli ultimi film di Rocha (...)». Nell'estate del 2023 a Parigi viene riproposto Le Dieu noir et le Diable blond. In una scheda dedicata al film su Cahiers du cinéma viene ricordato il disprezzo del regista per il cinema politico della Nouvelle Vague e il proprio amore per la lotta di liberazione dei contadini brasiliani.

## Vita privata
Era padre della cantante Ava Rocha , e di Eryk Rocha, regista anche lui.

## Filmografia

### Regista
- Pátio (1959) - cortometraggio
- A Cruz na Praça (1959) - cortometraggio
- Barravento (1962)
- Il dio nero e il diavolo biondo (Deus e o Diabo na Terra do Sol) (1964)
- Amazonas, Amazonas (1965) - cortometraggio documentaristico
- Maranhão 66 (1966) - cortometraggio documentaristico
- Terra in trance (Terra em Transe) (1967)
- 1968 (1968) - cortometraggio documentaristico
- Antonio das Mortes (O Dragão da Maldade contra o Santo Guerreiro) (1969)
- Il leone a sette teste (Der Leone have sept cabeças) (1970)
- Teste tagliate (Cabezas cortadas) (1970)
- Cancer (Câncer) (1972)
- História do Brasil (1973) - documentario
- Claro (1975)
- As Armas e o Povo (1975) - documentario, non accreditato
- Di Cavalcanti (1977) - cortometraggio documentaristico
- Jorge Amado no Cinema (1979) - documentario
- A Idade da Terra (1980)

### Sceneggiatore
- Pátio (1959) - cortometraggio
- Barravento (1962)
- Il dio nero e il diavolo biondo (Deus E o Diabo na Terra do Sol) (1964)
- Terra in trance (Terra em Transe) (1967)
- Garota de Ipanema (1967)
- Antonio das Mortes (O Dragão da Maldade contra o Santo Guerreiro) (1969)
- Il leone a sette teste (Der Leone have sept cabeças) (1970)
- Teste tagliate (Cabezas cortadas) (1970)
- Cancer (Câncer) (1972)
- História do Brasil (1973) - documentario
- Claro (1975)
- A Idade da Terra (1980)

### Produttore
- Imagem da Terra E de Povo (1962) - cortometraggio
- Menino de Engenho (1965)
- A Grande Cidade ou As Aventuras e Desventuras de Luzia e Seus 3 Amigos Chegados de Longe (1966)
- Terra in trance (Terra em Transe) (1967)
- Antonio das Mortes (O Dragão da Maldade contra o Santo Guerreiro) (1969)
- Cancer (Câncer) (1972)
- Claro (1975)
- A Idade da Terra (1980)